# Mitracarpus laeteviridis
Mitracarpus laeteviridis är en måreväxtart som beskrevs av Charles Wright. Mitracarpus laeteviridis ingår i släktet Mitracarpus och familjen måreväxter.
Artens utbredningsområde är Kuba. Inga underarter finns listade i Catalogue of Life.